# Brännässla
Brännässla (Urtica dioica) är en art i familjen nässelväxter. Arten är allmän över hela Nordeuropa, men förekommer även i övriga Europa, Asien, Nordafrika och Nordamerika.

## Biologi
Blommorna är enkönade; växten är dessutom oftast tvåbyggare. Liksom hos de flesta vindblommiga växter är frukten en nöt. I likhet med andra arter i nässelsläktet är den en ört med små grönaktiga vindblommor. Dessa pollineras av vinden genom att ståndarna hastigt rätar ut sig från sitt inböjda läge när blomman mognar. Pollenet slungas därvid upp i luften. Hela växten (utom bladens ovansida) är försedd med brännhår (se artikeln om nässelsläktet).
Brännässlan kväver andra örter; jordskiktet är vanligtvis bart under ett nässelstånd. Närvaron av brännässlor är en stark indikation på att marken är kraftigt kvävehaltig.
Ett 29 cm långt blad av brännässla hittades 2011 i Grohed söder om Uddevalla.

## Nässelutslag
Kontakt med brännässlans brännhår ger urticaria eller "nässelutslag" (denna benämning ges även till denna form av utslag av andra orsaker). Den smärta som uppstår vid beröring av brännässlans brännhår börjar avta efter cirka 5 minuter. Efter cirka 15 minuter är vanligtvis smärtan helt borta. Klåda och irritation kan förekomma i över tolv timmar efter beröring.

## Taxonomi
Det finns åtminstone sex underarter som kan urskiljas:
- U. dioica subsp. dioica, förekommer i Europa, Asien och norra Afrika.
- U. dioica subsp. galeopsifolia, i Europa.
- U. dioica subsp. afghanica, i sydvästra och centrala Asien.[2]
- U. dioica subsp. gansuensis, i Kina.[2]
- U. dioica subsp. gracilis, i Nordamerika.
- U. dioica subsp. holosericea, i Nordamerika.[3]

Artnamn som tidigare accepterats, men som nu anses som synonymer till en eller flera underarter inbegriper U. breweri, U. californica, U. cardiophylla, U. lyalli, U. major, U. procera, U. serra, U. strigosissima, U. trachycarpa, och U. viridis.

## Användning

### Mat
De späda vårskotten kan skördas till föda (nässelkål och nässelsoppa). Dessa har en smak som påminner om spenat och gurka sedan de kokats. De är rika på vitamin A, och C och mineralerna järn, kalium, mangan och kalcium.
De nordamerikanska indianerna skördade brännässlor på våren när tillgången på andra växter var knapp. Brännässlornas trikomer (fina hår) innehåller bland annat histamin som försvar mot växtätare. Både vid blötläggning och vid kokning försvinner gifterna och nässlan blir ätlig. Senare under säsongen utvecklar nässlan kystoliter, som kan irritera njurarna, varför det är viktigt att bara plocka de späda skotten.
Till örtte kan även fullstora blad torkas och användas.

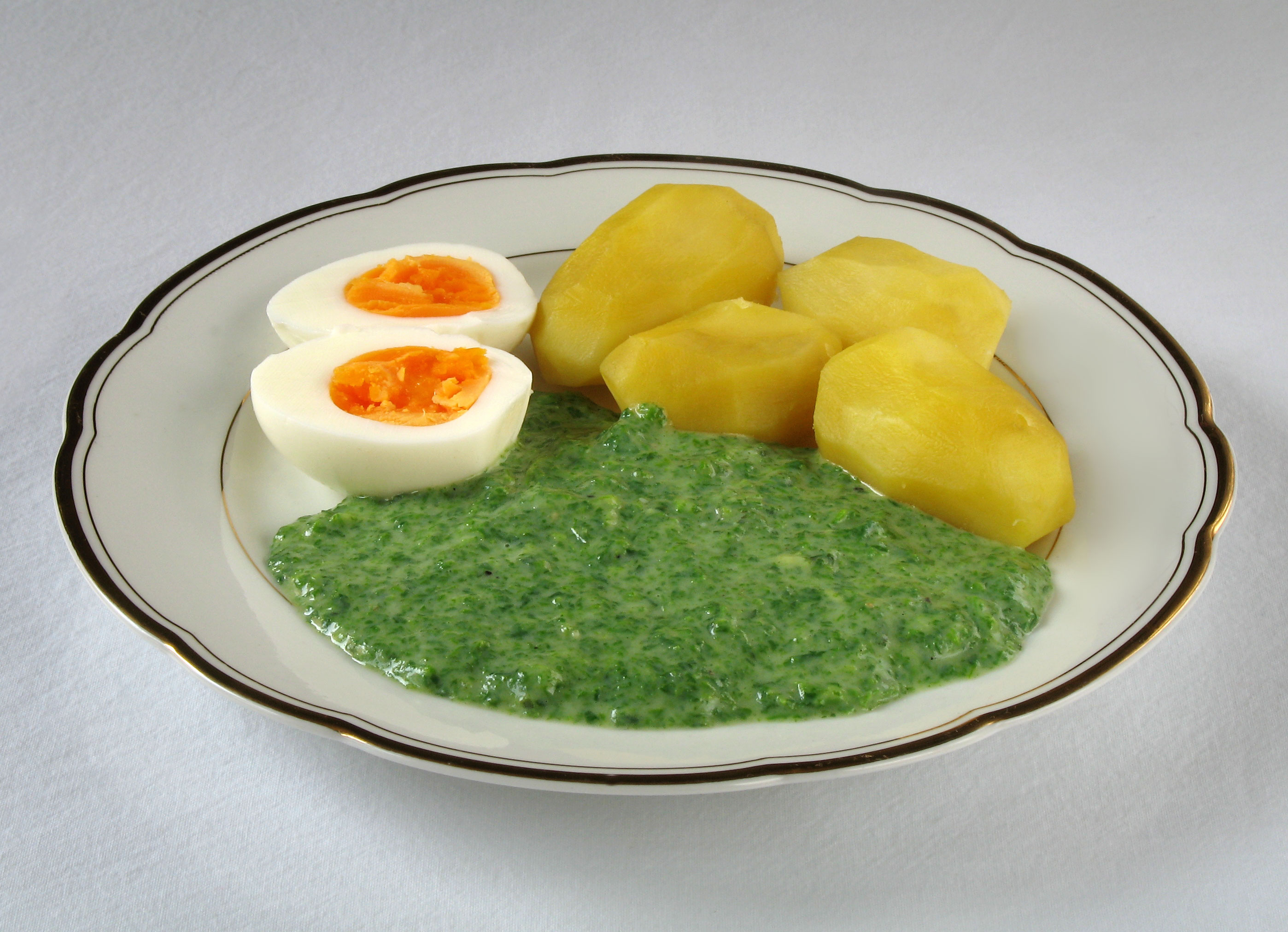
De späda skotten av nässlor är ett bra tillskott på den vegetariska tallriken.

### Dryck
Nässelblad som läggs i koncentrerad sockerlösning släpper ifrån sig smakämnen till sockerlösningen. Sedan lösningen silats tillsätts citronsyra, till exempel i formen av citronjuice. Detta ger en koncentrerad saftprodukt som kan spädas med vatten i förhållandet 1:10.
Det finns också recept på nässelöl, som sägs vara en landsbygdsfavorit på de brittiska öarna.

### Medicinsk användning
Inom folkmedicinen används brännässla invärtes vid anemi, ödem och diabetes, samt utvärtes vid reumatiska åkommor. Hela växten kommer till användning och vid invärtes användning påstås ovanjordsdelen vara blodbildningsökande, urindrivande och svagt blodsockersänkande. Använd utvärtes ökar påstås den öka hudgenomblödningen. Aktiva ämnen är vitamin C, järn och, i färsk växt, även histamin, acetylkolin och myrsyra. 

### Övrig användning
Stjälken har tidigare använts för att ge bastfibrer. Nässlorna rötades och bearbetades till fibrer precis som lin. Fibrerna är mycket korta och svåra att spinna, men blandades ibland ut med lin. Nässelfibrerna spanns till ett fint tyg, nättelduk (det vill säga nässelduk). Förr användes även roten till textilfärgning.
För att hålla mal och skadeinsekter borta kan man ha en nässla i en blomkruka.
Brännässlor används också för att göra nässelvatten för att gödsla andra grödor.

## Värdväxt
Brännässlan är värdväxt för flera insekter, som till exempel nässelfjäril och kartfjäril.
Den tämligen ovanliga växten nässelsnärja (Cuscuta europaea) parasiterar på nässlor.

## Bildgalleri

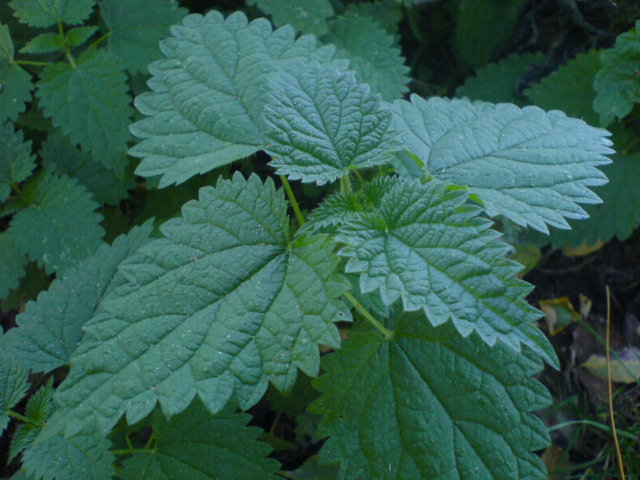
Ungt skott
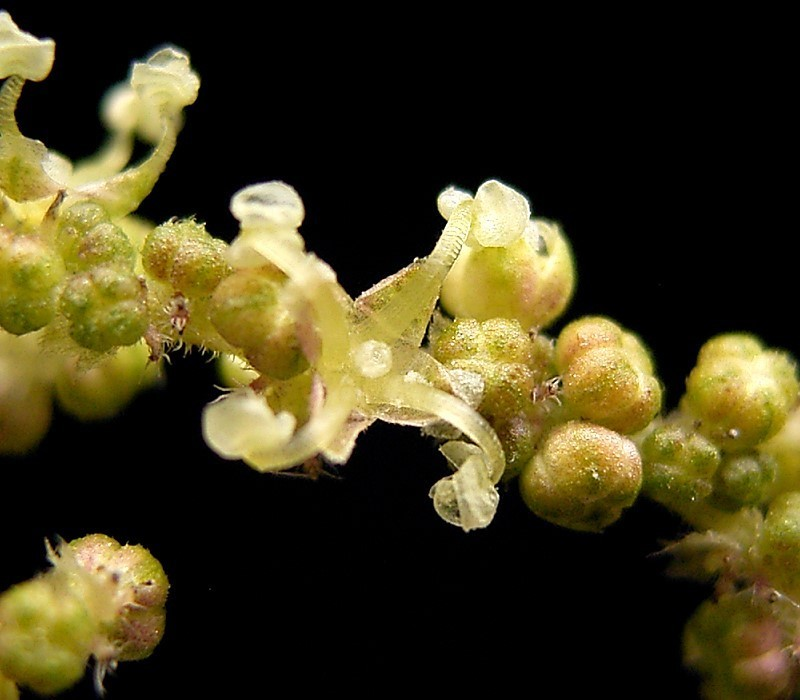
Gula hanblommor
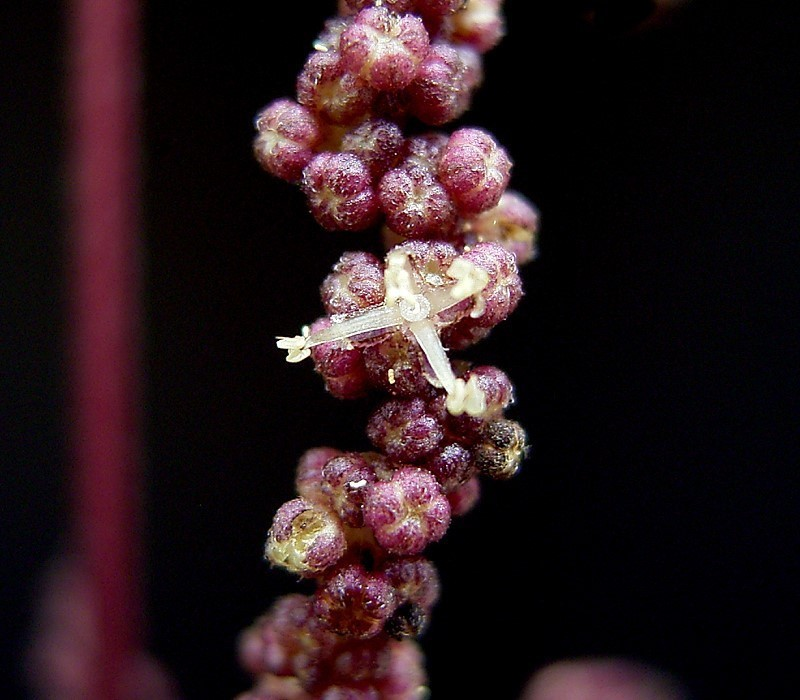
Hanblommor kan också vara lila
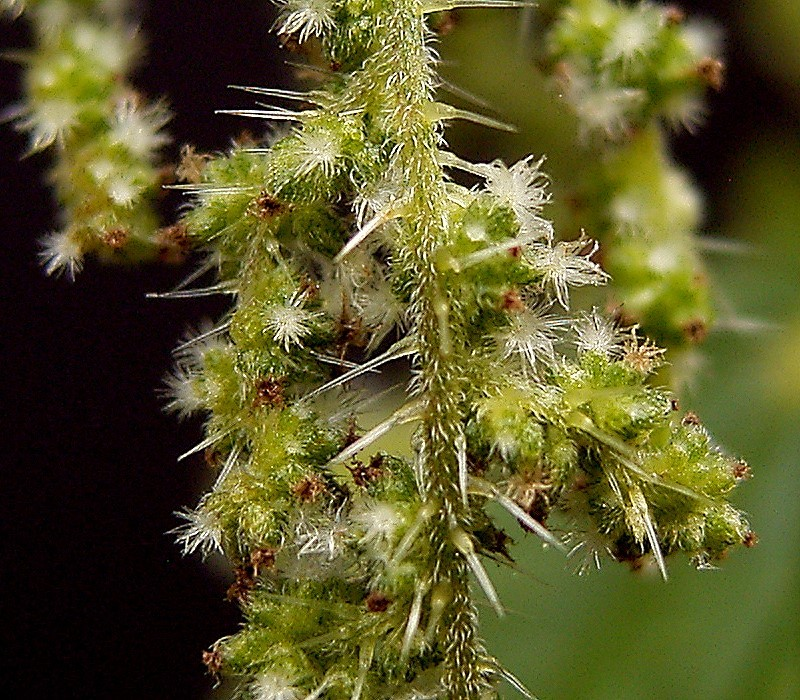
Grönvita honblommor
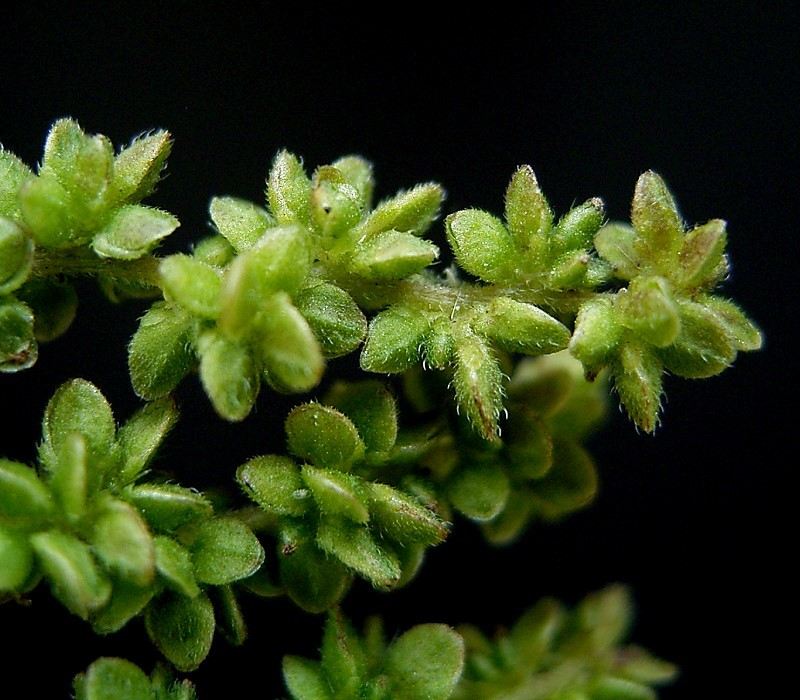
Frukter
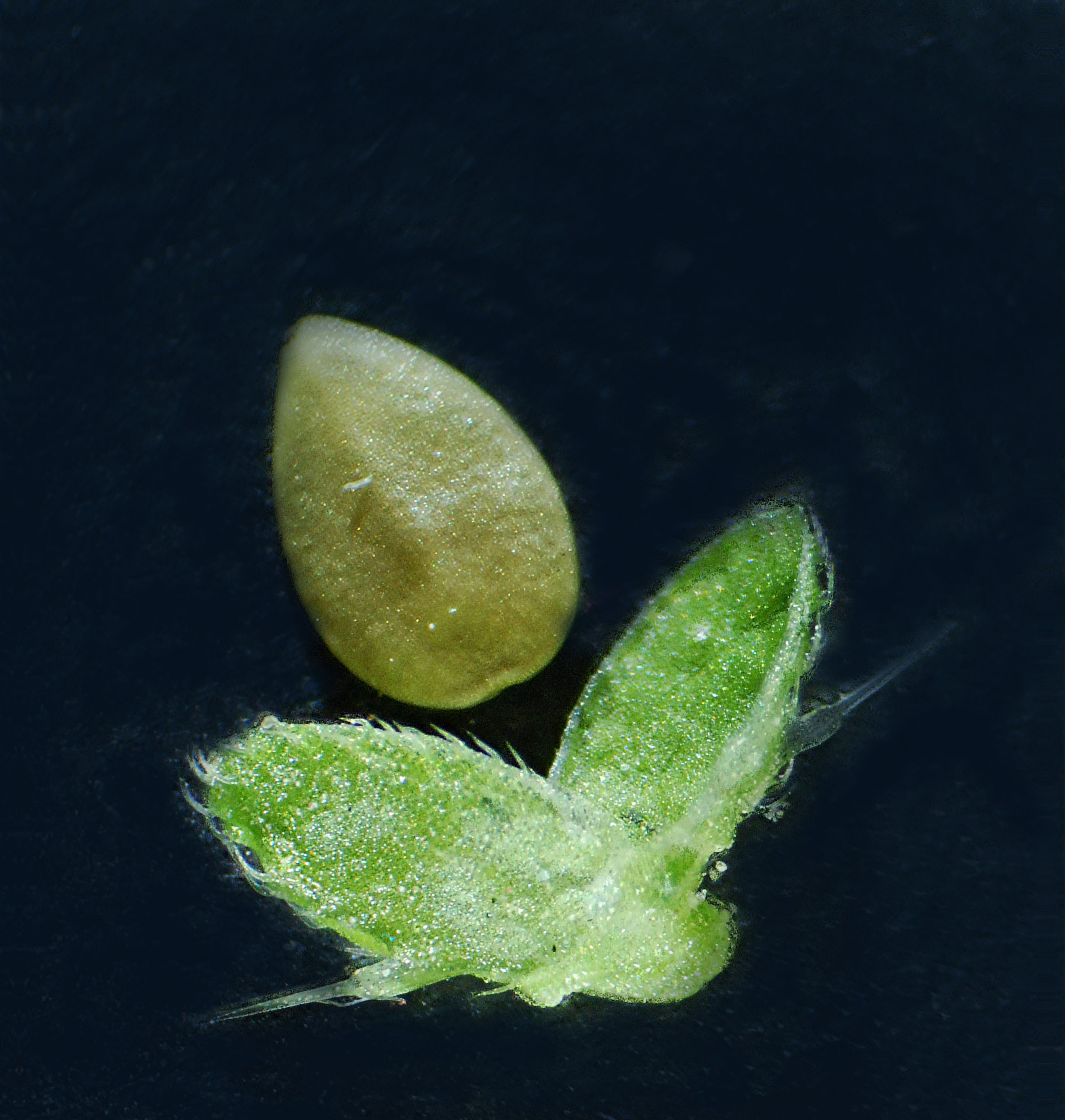
Frukt i närbild
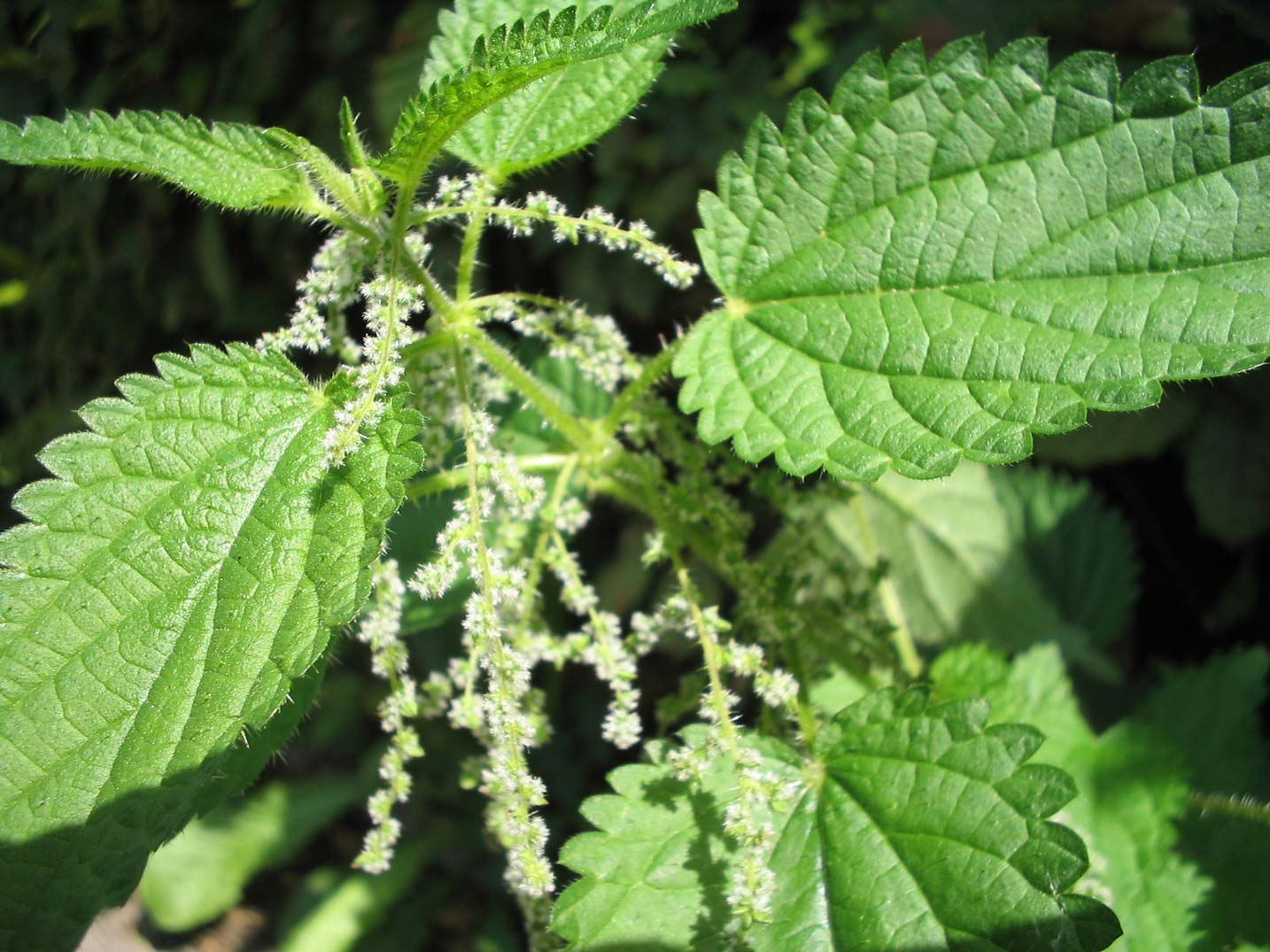
Honblommor hos brännässla
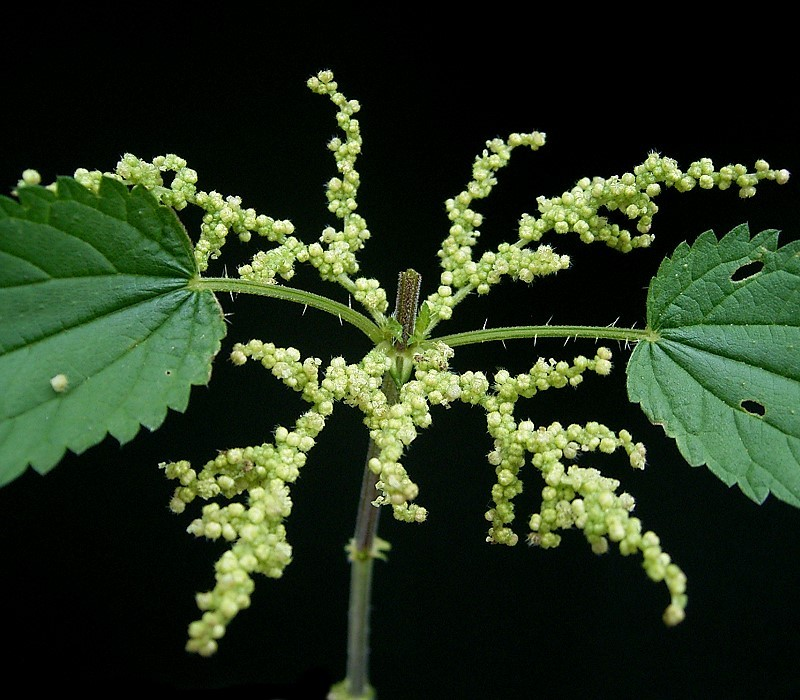
Hanblommor hos brännässla
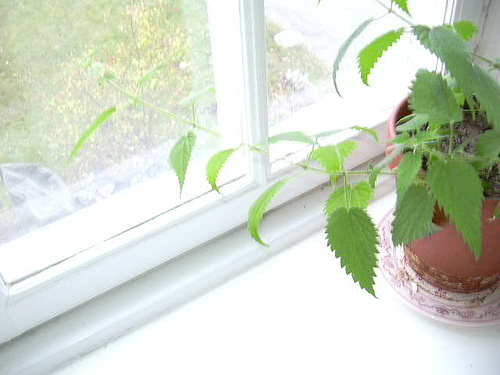
Planterad brännässla i kruka inomhus